# Vláda Adolfa von Auersperga

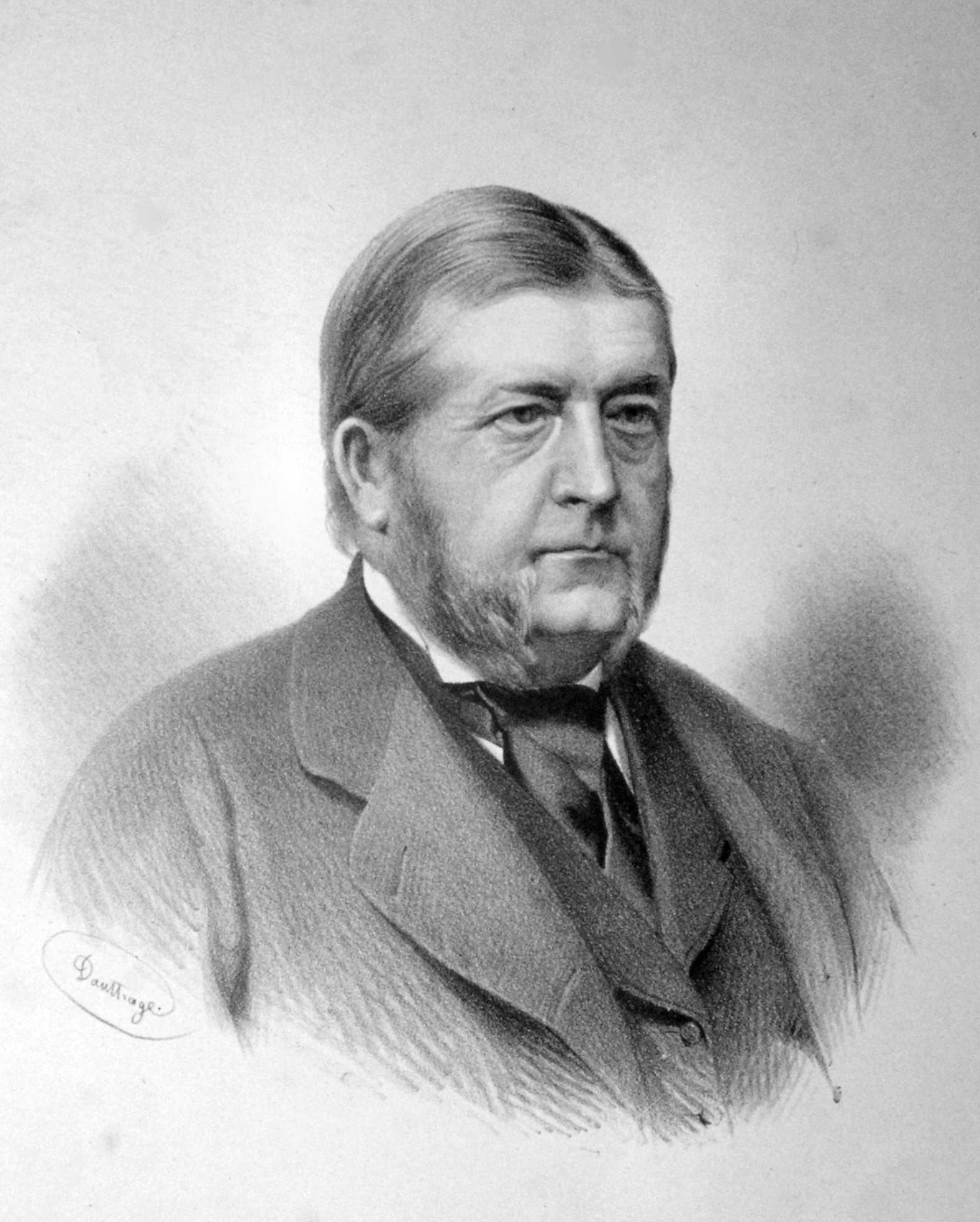
Ministerský předseda Adolf von Auersperg

Vláda Adolfa von Auersperga byla předlitavská vláda, úřadující od 25. listopadu 1871 do 15. února 1879. 
Kníže Adolf Daniel z Auerspergu se musel nejdříve vypořádat s problémem, jenž byl doposud příčinou pádu všech dosavadních předlitavských vlád: říšská rada měla představovat jeden z hlavních integračních prvků Předlitavska, některé zemské sněmy (zejména český) však do ní odmítaly posílat své zástupce. Auersperg se rozhodl problém vyřešit nikoli vyjednáváním s českými státoprávníky, nýbrž uspokojením polských požadavků udělením autonomie Haliči a zavedením přímých voleb do poslanecké sněmovny říšské rady, čímž říšskou radu zbavil závislosti na zemských sněmech.
Auerspergova vláda pak již nepadla kvůli sporům o říšskou radu, ani kvůli hospodářské krizi, která vypukla roku 1873, nýbrž kvůli „východní otázce“ (resp. neshodám ohledně připojení Bosny a Hercegoviny k Rakousku-Uhersku) a kvůli rakousko-uherskému hospodářskému vyrovnání. Slábnoucí podpora v parlamentu nakonec Auersperga dovedla k podání demise, kterou císař František Josef I. sice 4. října 1878 přijal, pověřil však Auersperga k dalšímu úřadování, dokud nebude jmenována nová vláda. Auerspergův kabinet proto svou činnost vykonával až do 15. února 1879, kdy jej vystřídala vláda Karla von Stremayra.

## Složení vlády
| Resort                              | Ministr                         | Nástup do funkce   | Konec funkce     |
| ----------------------------------- | ------------------------------- | ------------------ | ---------------- |
| ministerský předseda                | Adolf Daniel kníže z Auerspergu | 25. listopadu 1871 | 15. února 1879   |
| ministr zemědělství                 | Johann von Chlumecký            | 25. listopadu 1871 | 19. května 1875  |
| ministr zemědělství                 | Hieronymus Mannsfeld            | 19. května 1875    | 15. února 1879   |
| ministr obchodu                     | Anton von Banhans               | 25. listopadu 1871 | 19. května 1875  |
| ministr obchodu                     | Johann von Chlumecký            | 19. května 1875    | 15. února 1879   |
| ministr kultu a vyučování           | Karl von Stremayr               | 25. listopadu 1871 | 15. února 1879   |
| ministr financí                     | Ludwig von Holzgethan           | 25. listopadu 1871 | 15. ledna 1872   |
| ministr financí                     | Sisinio de Pretis               | 15. ledna 1872     | 15. února 1879   |
| ministr vnitra                      | Josef Lasser von Zollheim       | 25. listopadu 1871 | 4. července 1878 |
| ministr vnitra                      | Adolf Daniel kníže z Auerspergu | 4. července 1878   | 15. února 1879   |
| ministr spravedlnosti               | Julius Anton Glaser             | 25. listopadu 1871 | 15. února 1879   |
| ministr zeměbrany                   | Julius von Horst                | 25. listopadu 1871 | 15. února 1879   |
| ministr bez portfeje                | Joseph Unger                    | 25. listopadu 1871 | 15. února 1879   |
| ministr pro haličské záležitosti    | Florian Ziemiałkowski           | 21. dubna 1873     | 15. února 1879   |
| společní ministři Rakouska-Uherska: |                                 |                    |                  |
| * ministr zahraničí                 | Gyula Andrassy                  | 25. listopadu 1871 | 15. února 1879   |
| * ministr války                     | Franz Kuhn von Kuhnenfeld       | 25. listopadu 1871 | 14. června 1874  |
| * ministr války                     | Alexander von Koller            | 14. června 1874    | 21. června 1876  |
| * ministr války                     | Artur M. von Bylandt-Rheidt     | 21. června 1876    | 15. února 1879   |
| * ministr financí                   | Gyula Andrássy                  | 25. listopadu 1871 | 15. ledna 1872   |
| * ministr financí                   | Ludwig von Holzgethan           | 15. ledna 1872     | 11. června 1876  |
| * ministr financí                   | Gyula Andrássy                  | 11. června 1876    | 14. srpna 1876   |
| * ministr financí                   | Leopold Friedrich von Hofmann   | 14. srpna 1876     | 15. února 1879   |